# Arsenorribosa fosfato
La arsenorribosa fosfato o arsenoazúcar fosfato es un oxo arsenoazúcar dimetilado que tiene un grupo de glicerol 3-fosfato unido al arsenoazúcar glicerol arsenorribosa.
Es el arsenoazúcar más común junto con el glicerol, el sulfato y el sulfonato (particularmente en las algas rojas y las algas verdes, donde es el más abundante junto con el glicerol).
De los cuatro arsenoazúcares principales, es el menos ácido después del glicerol.